# Rosseignies
Rosseignies est un hameau décentralisé d'Obaix, section de la commune belge de Pont-à-Celles.

## Les transports en commun
Le village de Rosseignies est desservi par la ligne 70 du TEC Brabant Wallon. Cette ligne relie Nivelles à Buzet en passant par Rosseignies et ne circule que du lundi au vendredi, le matin vers Nivelles et l’après-midi vers Buzet, et le samedi matin vers Nivelles, midi vers Rosseignies.